# 長谷川啓之
長谷川啓之（はせがわ ひろゆき、1938年6月7日 - ）は、日本の経済学者、日本大学名誉教授。
静岡県出身。1963年早稲田大学卒、1969年同大学院経済学研究科経済政策専攻博士課程満期退学。1996年に、「アジアの経済発展と日本型モデル 社会類型論的アプローチ」でで早稲田大学から博士（経済学）の学位を取得。1966年社会保障研究所研究員、1976年日本大学商学部助教授、1980年同教授、2007年に定年退職し、名誉教授。東南アジア経済が専門。2018年春の叙勲で瑞宝中綬章を受章。

## 著書
- 『アジアの経済発展と日本型モデル 社会類型論的アプローチ』文真堂 1994
- 『アジアの経済発展と政府の役割』文真堂 1995
- 『経済と経済学への招待』新評論 1995

### 共編著
- 『英和経済用語辞典』編 富士書房 1971
- 『経済学・人と学説』熊谷次郎,佐藤順一共著 富士書房 1975
- 『英和和英経済用語辞典』編 富士書房 1980
- 『現代経済政策入門』編著 学文社 1990
- 『現代経済理論のエッセンス』編著 中央経済社 1995
- 『最新英和経済ビジネス用語辞典』編 春秋社 1997
- 『IT革命時代の経済と政府』谷口洋志,安藤潤共著 文眞堂 2002
- 『初心者のための経済学』関谷喜三郎,安田武彦,太田辰幸,片平光昭共著 創土社 2003
- 『グローバル化時代のアジア経済 持続的成長の可能性』編著 創土社 2004
- 『経済政策の理論と現実』編 馬場正弘,辻忠博, 安藤潤著 学文社 2009
- 『現代アジア事典』上原秀樹,川上高司,谷口洋志,辻忠博,堀井弘一郎,松金公正編 監修 文眞堂 2009
- 『アジア経済発展論』編著 嘉数啓、上原秀樹、谷口洋志、辻忠博、中田勇人、誉清輝著 文眞堂 2010

### 翻訳
- K.ヤマムラ『戦後日本の経済政策』和田禎一共訳 富士書房 1971
- サミュエル・A.モーレー『インフレ理論入門』熊谷次郎,東条隆進共訳 富士書房 1973
- M.フリードリン『実証的経済学の方法と展開』佐藤隆三共訳 富士書房 1977
- V.チック『ケインズとケインジアンのマクロ経済学』関谷喜三郎共訳 日本経済評論社 ポスト・ケインジアン叢書 1990
- フィリップ・ラセール,ヘルムート・シュッテ『西欧企業の対日・アジア戦略』学文社 1997
- G.K.ヘライナー『南北問題の政治経済学 グローバル経済と発展途上国』稲葉守満,浦野起央共監訳 学文社 1998
- ミン・チェン『東アジアの経営システム比較』松本芳男,池田芳彦共訳 新評論 アジアの企業と企業家シリーズ 1998
- クロード・メナード編著『取引費用経済学 最新の展開』中島正人,谷口洋志共監訳 文眞堂 2002

## 論文
- <長谷川啓之